# 馬熒
馬熒（？—？），字用昭，明朝懷安人。
生卒年不詳。户部尚书马森之子。馬欻之兄。以父荫为南京都督府都事。又官南京左府經歷。萬曆四年，與閩縣袁表應福建布政司督粮道徐中行之請，輯有《閩中十子詩》30卷，始確立閩中十才子名單。